# Артем Новіков
Артем Едуа́рдович Но́віков (кирг. Артём Эдуардович Новиков; нар. 13 січня 1987, Фрунзе, Киргизька РСР, СРСР) — киргизстанський державний і політичний діяч, вчений-економіст, кандидат економічних наук. 
14 листопада 2020 — 3 лютого 2021 року виконував обов'язки Прем'єр-міністра Киргизстану. До призначення на посаду тимчасового прем'єр-міністра, з 15 жовтня 2020 обіймав посаду першого віце-прем'єру. Серпень 2017 — квітень 2018 обіймав посаду міністра економіки республіки.